# Limnochromis
Limnochromis is een geslacht van straalvinnige vissen uit de familie van de cichliden (Cichlidae).

## Soorten
- Limnochromis abeelei Poll, 1949
- Limnochromis auritus Boulenger, 1901
- Limnochromis staneri Poll, 1949